# クレイジー・ドッグス
クレイジー・ドッグスとは、かつて新日本プロレスに存在したプロレスのユニットである。通称：野良犬軍団。

## メンバー
- 小原道由 - リーダー格
- 後藤達俊
- ヒロ斎藤
- エンセン井上 - ボス

## 獲得タイトル
- IWGPタッグ王座（第38代）後藤・小原